# Barossháza
Barossháza (szlovákul Pružina) község Szlovákiában, a Trencséni kerület Vágbesztercei járásában. Beresztény tartozik hozzá.

## Fekvése
Vágbesztercétől 16 km-re délkeletre fekszik a Strázsa-hegységben.

## Nevének eredete
A falut 1899-ig Pruzsinának hívták. Nagy szülöttéről, Baross Gáborról, a vasminiszterről kapta magyar nevét.

## Története
A falu területén a Dupna-barlangban már az újkőkorszakban éltek emberek, pontosabban a lengyeli kultúra népessége, de találtak leleteket a 11-12. századból is.
A mai települést 1272-ben „Prusina” néven említik először. 1330-ban „Prusinn”, 1364-ben „Pruzina” alakban tűnik fel az írott forrásokban. Kezdetben Kasza várának uradalmához tartozott, később a Lieszkovszky és Pruzsinszky családok birtoka volt. 1598-ban 2 malma és 48 háza állt. 1720-ban 37 adózó háztartása volt, közülük 24 zsellér. 1784-ben 270 házában 274 családban 1503 lakos élt.
A 18. század végén Vályi András így ír róla: „PRUSZINA. Tót falu Trentsén Vármegyében, földes Urai Noszdroviczky, és több Uraságok, lakosai katolikusok, fekszik Trsztyéhez közel, határjában fája, réttye, legelője nints elég, földgye jó termékenységű, második osztálybéli.”
1828-ban 203 háza volt 1161 lakossal. Lakói mezőgazdasággal, vesszőfonással foglalkoztak.
Fényes Elek 1851-ben kiadott geográfiai szótárában így ír a faluról: „Pruzsina, tót falu, Trencsén vmegyében, Domanishoz délre egy fertályra, erdős hegyek közt: Számlál az irtásokkal együtt 952 kath., 31 zsidó lak. Van egy katholikus paroch. temploma, melly előtt még egy másik kápolna áll, synagógája, rétje felette kevés, de erdeje szép. F. u. többen. Ut. p. Trencsén.”
1900-ban területe 6962 kh volt. A kisközség a 20. század elején körjegyzőségi székhely volt. Földművesek és erdei munkások lakták. A trianoni békéig Trencsén vármegye Illavai járásához tartozott.
1920 után fűrészüzem és mészégető működött a faluban. 1945 után Vágbeszterce és Pozsony üzemei nyújtanak munkaalkalmat az ittenieknek. Iskolai könyvtárát 1968-ban szervezték meg.

## Népessége
| Év:            | 1994. | 2004.   | 2014.   | 2024.   |
| -------------- | ----- | ------- | ------- | ------- |
| Emberek száma: | 1948  | 1917    | 2025    | 2113    |
| Eltérés:       |       | -1,59 % | +5,63 % | +4,34 % |

| Év:            | 2023. | 2024.   |
| -------------- | ----- | ------- |
| Emberek száma: | 2093  | 2113    |
| Eltérés:       |       | +0,95 % |

1910-ben 1498 szlovák lakosa volt.
2001-ben 1907 lakosából 1886 szlovák volt.
2011-ben 1988 lakosából 1872 szlovák volt.

## Nevezetességei
- Szent Zsófia tiszteletére szentelt plébániatemploma gótikus stílusú, melyet 1759-ben átalakítottak. Tornya 1870-ben épült.
- A kegykápolnát 1877-ben építtette Závodnik István pruzsinai plébános a Rózsafüzér királynője tiszteletére. Belsejét egy 15. századi szobor díszíti. A kápolna búcsújáróhely.
- Az első világháború helybéli hősi halottainak emlékműve.
- Határában szép vízesések és bronzkori leletek találhatók.

## Híres emberek
- Itt született Baross Gábor, a „vasminiszter” 1848. július 6-án.

## Lásd még
- Beresztény